# 甜姐兒 (1957年美國電影)
《甜姐兒》（英語：Funny Face）是美國的一部電影，於1957年上映，在題材上屬於歌舞片。電影的主演是奧黛麗·赫本和佛雷·亞斯坦，導演則是斯坦利·多南。這部電影也是奧黛麗·赫本主演的電影片中少數她的歌聲未經配音替代的電影。

## 外部連結
- 互联网电影数据库（IMDb）上《Funny Face》的资料（英文）